# Петродворцовый учебно-научный комплекс
Петродворцовый учебно-научный комплекс (ПУНК) — территория в Петродворцовом районе Санкт-Петербурга (Старый Петергоф), на которой размещаются здания Санкт-Петербургского государственного университета.

## Описание
Комплекс начали строить в 1960-х в приёмах модернизма — со строгим делением зон по функции. Идея создателей заключалась в том, чтобы сформировать автономное пространство, где студенты могли бы учиться, заниматься спортом, отдыхать и развлекаться. Планировалось, что на территории появятся отдельные корпуса для всех факультетов, но в результате затяжного сокращения финансирования первый корпус для физического факультета построили только к 1971 году. В 1975 году сдали НИИ физики, в 1979 — математико-механический факультет, в 1985 — химический. Только в 2013 году заканчивали строительство факультета прикладной математики — процессов управления.

По состоянию на 2021 год, комплекс имеет репутацию депрессивной территории, в 2021 году власти города приняли решение разместить в нём пункт полиции. В октябре 2021 губернатор Беглов объявил, что СПбГУ может получить под новый кампус землю в Пушкинском районе, куда будут переведены все факультеты.

### Структура
На территории ПУНКа располагаются:
- Математико-механический факультет
- Физический факультет
- Институт химии
- Факультет прикладной математики и процессов управления
- Научно-исследовательский астрономический институт (НИАИ) им. В. В. Соболева
- Биологический научно-исследовательский институт (БНИИ)
- Научно-исследовательский институт вычислительной математики и процессов управления им. В. И. Зубова
- Научно-исследовательский институт математики и механики (НИИММ) им. В. И. Смирнова
- Научно-исследовательский институт радиофизики (НИИРФ)
- Научно-исследовательский институт физики (НИИФ) им. В. А. Фока
- Научно-исследовательский институт химии (НИИХ)
- Центр теории игр
- Лаборатория аэродинамики
- Газодинамическая лаборатория
- Криогенная лаборатория
- НИИ молекулярной генетики и молекулярной биологии
- Студенческий городок из десяти общежитий (№ 10, 12, 13, 14, 15, 16, 20, 21, 22, 23)
- Дворец культуры и науки

## Транспорт
До комплекса (остановка «Ректорский проезд») можно добраться на велосипеде или на электричке с Балтийского вокзала — станция «Университетская», на автобусах № 204Э, 210 от метро «Автово» и № 329 от метро «Проспект Ветеранов». Электрички двух видов: «Стандарт» и комфортные «Ласточка». По студенческому билету можно получить скидку 50% — льготный билет. Студенческий билет нужно обязательно показать кассиру или приложить студенческий БСК в автомате по продаже билетов. 
Путь от частных общежитий до станции «Университетская» занимает ~ 17 минут. Часто студенты едут на электричке до станции «Старый Петергоф», а затем — до ПУНКа на личных велосипедах или автобусах № 204Э, 210, 352, 354, 356Ш, 358, 359, 653, 653А.